# STUDIO MUSIX
『STUDIO MUSIX』（スタジオ ミュージックス）は、2011年7月3日から2014年4月6日までアニマックスで放送されていた音楽番組である。番組内でのタイトルは、『ANIMAX STUDIO MUSIX』（アニマックス スタジオ ミュージックス）となっている。

## 概要
2011年7月3日に放送開始。アニメソングをテーマに、毎月1回放送されていた。アニメソング歌手をゲストに迎え、トークやスタジオライブで構成される。ゲストは複数出演する時もあれば、1組でのスペシャル企画での場合もあった。

## 出演者
MC
- May'n
- 喜屋武ちあき（PICK UP ARTISTのコーナーMCも担当）
- Wynnie（Sea☆A アシスタント担当）

ナレーション
- 桑原俊行

## 放送リスト
| 回数 | 放送日        | 内容                                                                                         |
| ---- | ------------- | -------------------------------------------------------------------------------------------- |
| 1    | 2011年 7月3日 | ゲスト：茅原実里、Real Paradis                                                               |
| 2    | 8月7日        | ゲスト：ELISA、流田Project、Sea☆A                                                            |
| 3    | 9月4日        | ゲスト：Kalafina、喜多修平                                                                   |
| 4    | 10月2日       | ゲスト：KOTOKO、河野マリナ                                                                   |
| 5    | 11月6日       | ゲスト：GRANRODEO、HIMEKA                                                                    |
| 6    | 12月4日       | ゲスト：LiSA、School Food Punishment                                                         |
| 7    | 2012年 1月8日 | あなたが思う「アニソン神曲ベスト10」発表!!（詳細は後述） 90分スペシャル                      |
| 8    | 2月5日        | ゲスト：SCANDAL、ALTIMA                                                                      |
| 9    | 3月4日        | ゲスト：南里侑香、AKINO with bless4                                                          |
| 10   | 4月1日        | ゲスト：KOTOKO、風男塾                                                                       |
| 11   | 5月20日       | ゲスト：飛蘭、鈴木このみ、Sea☆A                                                              |
| 12   | 6月3日        | ゲスト：ViViD、春奈るな、Machico                                                             |
| 13   | 7月1日        | ゲスト：川田まみ、The Sketchbook、流田Project                                                |
| 14   | 8月5日        | ゲスト：GRANRODEO、黒崎真音、私立恵比寿中学                                                  |
| 15   | 9月2日        | May'nスペシャル                                                                              |
| 16   | 10月7日       | マクロスナイト （ゲスト：福山芳樹、チエ・カジウラ、中島愛、飯島真理〈コメントVTRでの出演〉） |
| 17   | 11月4日       | ゲスト：m.o.v.e、MONOBRIGHT、Ray、Sea*A                                                      |
| 18   | 12月2日       | ゲスト：栗林みな実、きただにひろし、鈴木このみ                                               |
| 19   | 2013年 1月6日 | ゲスト：nano.RIPE、近藤晃央、分島花音                                                        |
| 20   | 2月3日        | ライブで送るスペシャル総集編!!                                                               |
| 21   | 3月3日        | ゲスト：FLOW、7!!、大倉明日香                                                                |
| 22   | 4月7日        | ゲスト：fripSide、富永TOMMY弘明 with BLUFF、YOHKO、DJ和                                      |
| 23   | 5月12日       | ゲスト：茅原実里、佐咲紗花、河野マリナ                                                       |
| 24   | 6月2日        | ゲスト：いとうかなこ、ChouCho、流田Project                                                   |
| 25   | 7月7日        | 開局15周年スペシャル ゲスト：LiSA、岡本菜摘                                                  |
| 26   | 8月4日        | ゲスト：ヒャダイン、南里侑香、鈴木このみ                                                     |
| 27   | 9月1日        | ANIMAX MUSIX 2013スペシャル!                                                                 |
| 28   | 10月6日       | ゲスト：喜多村英梨、Ray、ayami                                                               |
| 29   | 11月3日       | ゲスト：黒崎真音、angela                                                                     |
| 30   | 12月1日       | ゲスト：Aqua Timez、i☆Ris、近藤晃央                                                          |
| 31   | 2014年 1月5日 | ゲスト：Kalafina、河野マリナ                                                                 |
| 32   | 2月2日        | ゲスト：藍井エイル、分島花音、真空ホロウ                                                     |
| 33   | 3月2日        | ANIMAX MUSIX 2014 TAIWANスペシャル!                                                          |
| 34   | 4月6日        | ゲスト：LiSA、小林竜之                                                                       |

### アニソン神曲ベスト10
2012年1月8日放送の視聴者Web投票によるアニメソングランキング企画。
1. シェリル・ノーム starring May'n「ダイアモンド クレバス」
2. supercell「君の知らない物語」
3. fripSide「only my railgun」
4. Lia「My Soul,Your Beats!」
5. 水樹奈々「ETERNAL BLAZE」
6. May'n「Scarlet Ballet」
7. 和田光司「Butter-Fly」
8. ClariS「コネクト」
9. May'n/中島愛「ライオン」
10. 茅原実里「Paradise Lost」、高橋洋子「残酷な天使のテーゼ」

## 放送時間
- 毎月第一日曜日21:00-22:00（『ビッグサンデーズ』枠、初回放送）再放送は本放送の翌週の土曜日24:00-25:00と翌週の日曜日11:00-12:00
  - 本来第一日曜日はアニマックスの無料放送日であるが、本番組は通常はスクランブル放送であり、無料放送される日は不定期ということになる。
  - 毎年5月はゴールデンウィークの特別編成の関係で、第二日曜日以降の放送となる。

## 主なコーナー
- プレミアムトーク
- スタジオライブ
- MONTHLY PUSH
- PICK UP ARTIST